# Hôtel Hutot de Latour
L'hôtel Hutot de Latour situé entre le cours Gambetta, la rue des généraux-Alabosse et la rue Louis-Vivent, à Agen, dans le département de Lot-et-Garonne.

## Historique
Pierre-Louis Hutot de Latour était receveur des tailles de l'élection d'Agen. Il était peut-être parisen. Son épouse, Marie-Madeleine Guesnon, l'était. Il a acheté le 8 février 1753 à Jeanne Rouget , veuve de Jean Ferradou, et à sa sœur Hélène Rouget un terrain proche des écuries du roi pour 660 livres. Il a augmenté la surface de sa propriété en achetant d'autres propriétés à Joseph Suslacarrère, J. B. Mazères et François Charrière. Cependant, à l'ouest de son terrain se trouvait le rempart de la ville qui lui barrait la vision de la Garonne. Il a donc demandé à la ville d'abaisser la hauteur du rempart au niveau de sa maison. Ce qui lui a été accordé le 17 février 1753. Il a acheté quelques semaines plus tard la maison et le jardin avec la tour de la Poudre appartenant à la veuve Manieu se trouvant entre les terrains de Hotot de Latour et le mur du jardin des Capucins. Il demande alors à la ville la jouissance d'une partie du chemin de ronde. Cette faveur lui est accordée. 
On ignore le nom de l'architecte qui a construit l'hôtel. J. Marboutin fait remarquer que le style de l'hôtel est unique en Agenais. Il est donc probable que l'architecte ne soit pas originaire de l'Agenais. La construction a été menée activement. On sait par un accord du 2 mai 1754 que les fondations sont terminées. L'hôtel est achevé en 1755. Il a demandé à la ville l'autorisation de prendre en locaterie perpétuelle un terrain devant le rempart pour en faire un jardin. La ville lui donne son accord le 7 septembre 1755 contre une rente annuelle de 30 livres. La tour de la Poudre du XIVe siècle a été transformée en salon de musique. Toutes ces modifications en ont fait un des hôtels les plus agréables d'Agen.
Hutot de Latour a quitté Agen pour Paris, en 1773. L'hôtel a été vendu à Martial de Fossat de la Bastide, originaire de Moissac, pour la somme de 40 000 livres. L'acte de vente est passé le 18 février 1774. Il ne l'a gardé que trois années. Il a été acheté par Pierre Villeneuve, conseiller du Roi,ses héritiers le vendent le 4 mai 1810 à Nicolas Cazabonne de Lajonquière, conseiller du siège présidial d'Agen. Ce dernier a été président de la Société libre des lettres, sciences et arts d'Agen en 1786. Il est juge au tribunal d'appel pendant la Révolution. Il est mort en 1817
M. Calmels- Puntis l'a possédé en 1844. Le commandant de Saint-Martin, chef de bataillon au 9e de ligne qui l'a gardé de 1925 à 1952, puis il a appartenu à la famille Ducos enfin un peintre parisien. En 2010, projet d'hôtel de luxe  par la société Héridis, mais qui a été abandonné en 2015.
L'hôtel a été classé au titres des monuments historiques le 9 août 1954.